# Juan de Villarroel
Juan de Villarroel fue un capitán y conquistador extremeño que vivió en el siglo XVI. Fue parte de los primeros españoles que explotaron las minas de plata del Cerro Rico de Potosí, en Bolivia.

## Biografía
Aunque se desconoce el nombre de sus padres y la fecha de nacimiento, se sabe que nació en Alcántara (Cáceres), y muy joven se alistaba en la milicia y lo destinaban a combatir como soldado de los famosos tercios españoles que peleaban en Europa. Una vez que toma contacto con su destino castrense, como no vislumbraba mucho futuro combatiendo en los reinos europeos, al cabo de algún tiempo, pidió la baja y volvió a España, porque tenía otra idea en la cabeza, quizás más arriesgada…, pero con un poco de suerte, la fortuna podría sonreírle. Quería probar suerte en Indias.
Aguijoneado por las doradas historias del nuevo mundo y el acicate del codicioso pensamiento, cuando tuvo ocasión, Juan se fue hasta Sevilla, obtuvo el permiso preceptivo para embarcar, y antes de 1520 tomó una carabela y recaló en la isla de Cuba. Como veterano de los tercios españoles no le fue difícil entrar al servicio del gobernador insular Diego Velázquez de Cuéllar, y después de una temporada, Villarroel pasaría a la conquista de Centroamérica en las circunstancias que le depararon los acontecimientos.

## Conquistas centroamericanas
Hernán Cortés habiendo conquistado y dominado el territorio mexicano, en 1523 se decidía a explorar y conquistar la comarca de la actual Honduras. Para este menester, encargó a Cristóbal de Olid para ejecutar esta misión. Pero el desleal Olid, aduciendo que tenía que reclutar las fuerzas necesarias para tal empresa, se trasladó a Cuba y traicionó a Cortés al ponerse de acuerdo con el gobernador Diego Velázquez de Cuellar (enemigo de Cortés porque este había actuado por su cuenta en la conquista de México) prometió a Olid nombrarlo Gobernador de Honduras si se ponía nuevamente a sus órdenes. Para emprender tal empresa, como hombre de confianza de Velázquez, Juan de Villarroel viajaba en esa expedición.
Ocho meses habían transcurrido desde que Olid partiera de México cuando Hernán Cortés se enteró de la traición de su enviado de confianza. Cortés, enfurecido por la insubordinación de quien antes fuera su fiel capitán, envió a su primo Francisco de Las Casas a castigar a Olid, quien se había aliado con Gil González Dávila para la conquista de aquel territorio. Las fuerzas de Cortés, al fin vencieron a las de Olid y este fue apresado, enjuiciado y condenado a muerte. Pero como Villarroel era partidario de Olid, para escapar del castigo tuvo que esconderse y huir a Panamá.
Como Villarroel parece ser que se cambió el nombre y apellidos por temor a represalias de Cortés, en Panamá se le pierde la pista, ya que no se sabe lo que hizo en ese territorio, ni por donde anduvo guerreando o ganándose la vida. Es de suponer que, para sobrevivir, debió arrimarse a algún caudillo y participar en la conquista del territorio hasta que marchó a las tierras peruanas, que tampoco se conoce lo que desarrolló en los primeros tiempos, puesto que no reaparece en acción hasta 1545. 

## La leyenda de la montaña de plata

### Cerro Rico de Potosí
Los años le habían pasado sin asomos de mejoría y Villarroel había vegetado en el Nuevo Mundo al socaire de las circunstancias, no había conseguido materializar su sueño de hacerse rico. Sin conocer el motivo (o quizás él conociendo las características zonales), Juan decide instalarse en la provincia altoperuana de Charcas, concretamente en la villa de Porco, al olor crematístico de las minas que incipientemente entonces empezaban a explotarse en aquella montañosa comarca.
A todo esto, Villarroel tenía un criado indio, llamado Huallpa, y este un día se fue hasta el monte a procurar una llama que se le había escapado. Después de encontrar al camélido, como se le hizo de noche y el frío arreciaba en aquel desértico y gélido paraje, el indio arrancó unas matas, hizo fuego y se proporcionó calor para pasar la noche. Con el calor de la fogata, la veta de plata se derritió y a la mañana siguiente descubrió que unos hilillos de reluciente metal discurrían por la acentuada pendiente del cerro. Al cabo de unos días, el indígena le contó a Villarroel que tenía ciertas desavenencias con un amigo con quien había descubierto un filón de plata, a unas 6 leguas de Porco, y que ambos lo estaban explotando en secreto.
En vista de aquel hallazgo, Villarroel convenció al criado para que le enseñara el yacimiento y después de curiosear durante varios días las faldas del despoblado cerro del Potosí, con inusitado alborozo, descubrió que en aquella empinada montaña había grandes cantidades de plata por doquier. Entonces Villarroel se convenció de que había materializado su sueño de ser inmensamente rico cuando el 21 de abril de 1545 registraba la explotación minera en sociedad con el criado que le reveló el secreto. Como ha pasado en otros casos, la imaginación popular y las especiales características del cerro, dieron lugar a numerosas y curiosas leyendas como esta.

### Posesión del Cerro Rico
Sin embargo la realidad se impuso y las evidencias históricas se destaparon y dieron lugar a conocer los documentos asentados en los protocolos de la época descubridora del llamado “Cerro Rico”. Como se observa, por la redacción del documento, además de Juan de Villarroel, varios conquistadores se asociaron legalmente y emprendieron la explotación sistemática del Cerro rico.
Yo don Diego de Centeno, Capitán de S. M. I. Señor Don Carlos V en estos reinos del Perú, en nombre del Padre, del Hijo y del Espíritu Santo, y a nombre del muy Augusto Emperador de Alemania, de España y de estos Reinos del Perú, Señor Don Carlos V y en compañía y presencia de los capitanes Don Juan de Villarroel, Don Francisco de Centeno, Don Luís de Santandía del Maestre de Campo Don Pedro de Cotamito y de otros Españoles y naturales que aquí en número de 65 habemos, tanto señores de vasallos como vasallos de señores, posesióname y estaco de este Cerro, y sus contornos y de todas sus riquezas, nombrado por los naturales este Cerro Potosí y haciendo las primeras casas para nos habitar en servicio de Dios nuestro Señor en provecho de su muy Augusta Majestad Imperial señor Don Carlos V”. A primero de abril de este año del Señor de Mil e Quinientos y Cuarenta y Cinco: Capitán Don Diego de Zenteno, Capitán Don Juan de Villarroel, Capitán Don Francisco de Centeno, capitán Don Luís Santandía, maestre de campo, Don Pedro de Cotamito. No firman los demás, por no saberlo hacer, pero lo signan con este signo "+" . Pedro de Torres. Licenciado”.
Y con el aval oficial de este documento, el 21 de abril fue registrada la primera mina en la zona altoperuano con el nombre de la "Descubridora", la que después cambió por el nombre de "Centeno", en homenaje al justicia de Chuquisaca que era precisamente Diego Centeno. Poco después se descubrieron nuevas vetas, siendo las primeras cuatro: La Centeno, la Estaño, la Rica y la Mendieta, hasta llegar a miles de bocas-minas que horadaron el Cerro Rico en todas direcciones. Dos años después, Carlos I concedía una cédula real nombrando a Juan de Villarroel descubridor del cerro argentífero y fundador de la villa Imperial de Potosí.
Aquel enorme cerro, en escasos años dio trabajo a miles de personas de todas las clases sociales que acudían al brillo de la plata, y en los primeros años del siglo XVII, Potosí se convertía en una de las ciudades más populosas del Mundo, llegando a albergar 160.000 habitantes. Esta urbe tan enorme, donde todos sus habitantes obtenían buenas ganancias, el boato y el lujo se observaba por doquier, al igual que las intrigas y los enfrentamientos entre los miembros de aquella sociedad que competía entre sí por alardear de sus riquezas.